# Crevalcore
Crevalcore é uma comuna italiana da região da Emília-Romanha, província de Bolonha, com cerca de 11.877 habitantes. Estende-se por uma área de 102 km², tendo uma densidade populacional de 116 hab/km². Faz fronteira com Camposanto (MO), Cento (FE), Finale Emilia (MO), Nonantola (MO), Ravarino (MO), San Giovanni in Persiceto, Sant'Agata Bolognese.

## Demografia
| Variação demográfica do município entre 1861 e 2011                               |
|                                                                                   |
| Fonte: Istituto Nazionale di Statistica (ISTAT) - Elaboração gráfica da Wikipedia |